# مهدی فرجی
مهدی فرجی (زاده ۹ بهمن ۱۳۵۸ در کاشان) شاعر اهل ایران است. کتاب «قرار نشد» او در سال ۹۲ پس از یک هفته به نوبت چاپ دوم رسید. 
به گفتهٔ یک منتقد، از ویژگی‌های شعر فرجی عاشقانگی، برخورداری شاعر و شعرش از گنجینه‌های ادبی سترگ سده‌های پیشین و گذشتگان است. سادگی بیان، نخستین مشخصه شعری فرجی است. او به زبان عامیانه تعلق خاطر خاصی دارد چنانکه به سادگی شعرش را به ترانه می کشاند. 

## زندگی
مهدی فرجی متولد ۹ بهمن ۱۳۵۸ در کاشان است. وی تحصیلات خود را در کاشان گذرانید.
از سال ۷۵ برای اولین بار آثارش به طور جدی در مطبوعات منتشر شدند.
فرجی نخستین کتاب خود را در سال ۷۹ روانه بازار نشر کرد و در همان سال در کنگره شعر و قصه جوان کشور در هرمزگان برگزیده شد.

## آثار
- فرجی، مهدی (۱۳۷۹). هزار اسم قلم خورده. كاشان: مرنجاب. شابک ۹۶۴-۹۲۳۶۸-۲-۱.
- فرجی، مهدی (۱۳۸۷). و چشم‌های تو باران (ویراست دوم). انتشارات مرصل. شابک ۹۷۸-۹۶۴-۶۴۴۶-۷۴-۸.
- فرجی، مهدی (۱۳۸۲). روسری باد را تکان می‌داد (ویراست پنجم). فصل پنجم.
- فرجی، مهدی (۱۳۸۲). ای تو راز روزهای انتظار. صبح روشن.
- فرجی، مهدی (۱۳۸۶). زیر چتر تو باران می‌آید (ویراست ششم). نیماژ.
- فرجی، مهدی (۱۳۸۶). شب بی‌شعر (ویراست چهارم). نشر تکا.
- فرجی، مهدی (۱۳۸۸). میخانه بی‌خواب (ویراست دهم). فصل پنجم.
- فرجی، مهدی (۱۳۹۱). منم که می‌گذری (ویراست ششم). فصل پنجم.
- فرجی، مهدی (۱۳۹۲). آن روزها گفتم (ویراست چهارم). نیماژ.
- فرجی، مهدی (۱۳۹۲). قرار نشد (ویراست ششم). فصل پنجم.
- فرجی، مهدی (۱۳۹۴). چمدان معطل (ویراست پنجم). فصل پنجم.
- فرجی، مهدی (۱۳۹۷). حوت (ویراست نخست). فصل پنجم.

## جایزه‌ها
- برنده سیمرغ بلورین دومین جشنواره بین‌المللی شعر فجر ۸[نیازمند منبع]
- نفر اول هشتمین جشنواره بین‌المللی شعر فجر ۹۲ [۳]
- نفر سوم سومین جشنواره بین‌المللی شعر فجر ۸۷[نیازمند منبع]
- مقام اول جشنواره سراسری شعر جوان کشور (زیر آسمان الوند)۸۲
- مقام اول جشنواره سراسری شعر ایران ما ۸۴
- مقام اول جشنواره شعر خلیج فارس ۸۴
- برنده جایزه ادبی طهران

## نمونه شعر
| حال من خوب است اما با تو بهتر می‌شوم   |  | آخ… تا می‌بینمت یک جورِ دیگر می‌شوم  |
| با تو حسّ شعر در من بیشتر گل می‌کند     |  | یاسم و باران که می‌بارد معطر می‌شوم |
| در لباس آبی از من بیشتر دل می‌بری      |  | آسمان وقتی که می‌پوشی کبوتر می‌شوم  |
| آنقَدَرها مرد هستم تا بمانم پای تو      |  | می‌توانم مایهٔ گه‌گاه دلگرمی شوم     |
| میل، میلِ توست اما بی تو باور کن که من |  | در هجوم بادهای سرد پرپر می‌شوم     |